# 구르마라루스현

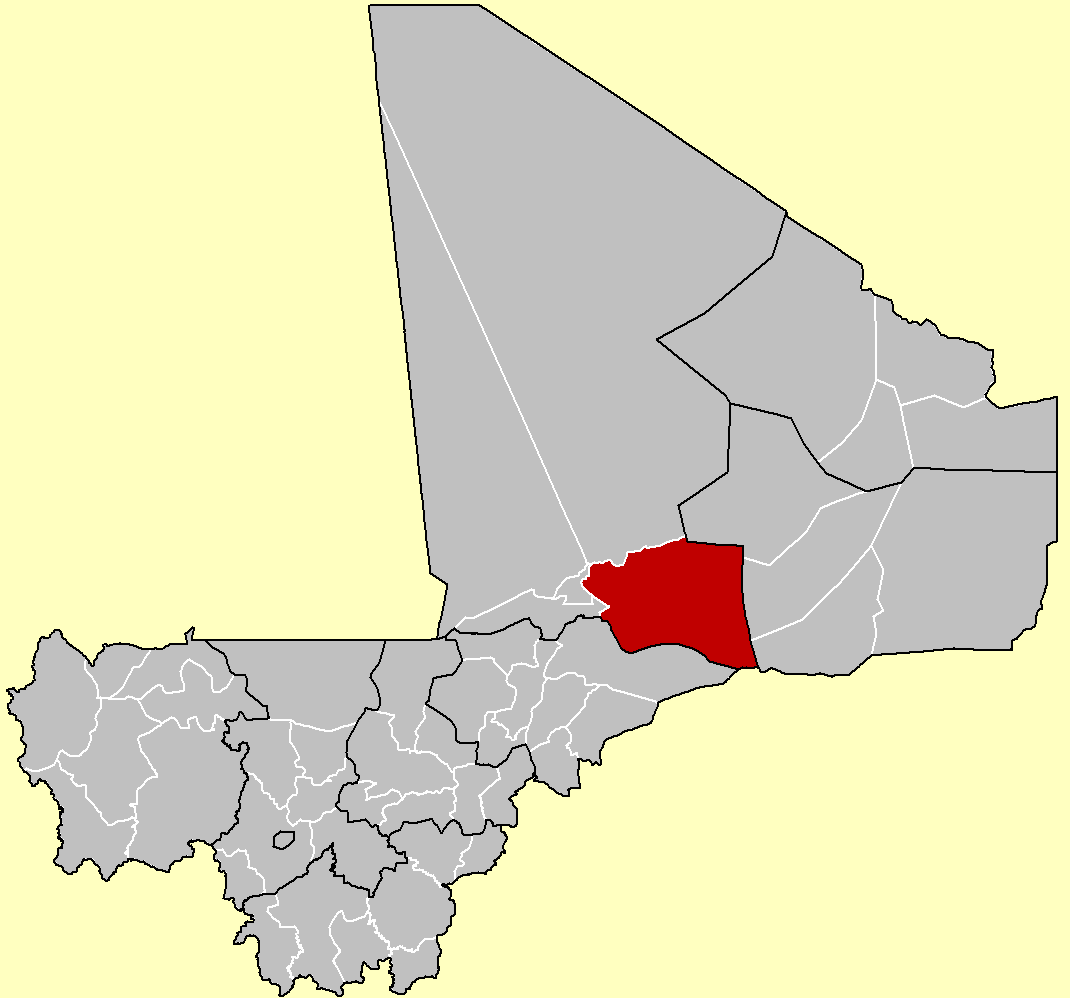
구르마라루스 현의 위치

구르마라루스현(프랑스어: Cercle de Gourma-Rharous)은 말리 통북투 주를 구성하는 현 가운데 하나로 현도는 구르마라루스(Gourma-Rharous)이며 면적은 45,000km2, 인구는 111,386명(2009년 기준), 2.5명/km2이다. 9개 코뮌을 관할한다.